# Timok
Timok (serbisk og bulgarsk: Тимок; rumænsk: Timoc), nogle gange også kendt som StoreTimok (serbisk: Велики Тимок; rumænsk: Timacul Mare), er en flod i det østlige Serbien, en højre biflod til Donau. For de sidste 15 km af dens løb danner den en grænse mellem det østlige Serbien og det vestlige Bulgarien.
Det er et forgrenet system af mange kortere floder, mange af dem har samme navn (Timok), kun tydeliggjort med adjektiver. Fra den fjerneste kilde i systemet, den af Svrljiški Timok, indtil dens sammenløb (som Veliki Timok ), er Timok 202 km lang. Den har et afvandingsareal på 4.626 km2. Dens gennemsnitlige vandmængde ved udmundingen er 31 m3/sek. Timok-dalen er kendt for den vigtigste rumænsktalende befolkning i det østlige Serbien.
Dens navn stammer fra antikken, på latin var det kendt som Timacus og på oldgræsk Timachos", Τίμαχος.

## Afvandingsområde
Timok, også kaldet Veliki Timok for at skelne det fra dets bifloder, er dannet ved sammenløbet af floderne Beli Timok ("Hvid Timok") og Crni Timok (Sort Timok) ved Zaječar. Beli Timok er dannet af sammenløbet af floderne Svrljiški Timok (Svrljig Timok) og Trgoviški Timok (Trgovište Timok) ved Knjaževac.
Bifloder til Timok er Duboki Dol, Beslarica, Golami Dol, Kijevska, Bračevicka, Studena Voda, Pivnica og Eleshchev fra højre og Lipovička River, Crna reka, Jelašnička reka, Salaška reka Taba č, pot ši og Sikolska-floden fra venstre.

## Flodens løb
Timok drejer mod nordvest efter dens udspring ved Zaječar og løber langs landsbyerne Vražogrnac, Trnavac, Čokonjar og Brusnik. Passerer mellem de to sidste, forlader den Timok-dalen og går ind i Negotin-dalen.
I den nedre løb har Timok ingen større bebyggelser på den serbiske side (selvom der kun flyder 7 km fra Negotin). Omkring 15 km før den munder ud i Donau som dens højre biflod, bliver Timok grænseflod, der passerer ved siden af den bulgarske by Bregovo og den bulgarske landsby Baley. Flodens udmunding repræsenterer Bulgariens nordligste punkt og er kun 28 m over havets overflade, hvilket gør den til det laveste punkt i Serbien. Den gennemsnitlige udledning er 24 m³/s, men den kan vokse til 40 m³/s. De vigtigste (højre) bifloder i denne sektion er Crna reka, Salaška reka, Sikolska reka og Čubarska reka (kyrillisk: Црна река, Салашка река, Сиколска река og Чубекарск).
Bortset fra Timok-dalen gav Timok sit navn til et oprør mod den serbiske konge Milan Obrenović IV i 1883, som Timočka-oprøret.

## Økonomi og økologi
Ved Čokonjar blev Sokolovica kraftværket bygget i 1947-1951.
Floden er i de senere år blevet meget økologisk beskadiget af mine- og tungmetalindustrien i Bor og Krivelj og forurener følgelig Donau med bly, kobber og cadmium .
Floddalen er en naturlig rute for vejen og jernbanen Niš-Prahovo.